# شريان الغدة التناسلية
شريان الغدة التناسلية (بالإنجليزية: Gonadal artery)‏ هو فرع من الأبهر البطني.